# Venă apendiculară
Vena apendiculară este vena care drenează sângele din apendicele vermiform. Se află în mezoapendice și însoțește artera apendiculară. Vena apendiculară se varsă în vena ileocolică.